# Los Quemados (Marilópez)
Los Quemados es un barrio en la sección conocida como Marilópez al sudeste de la ciudad de Santiago de los Caballeros, en la provincia del mismo nombre en República Dominicana. Es parte de un conglomerado de vecindarios como Camboya, Corea, Vietnam y Cristo Rey, mayormente poblados por residentes de bajo ingreso como zonas residenciales que surgieron en las cercanías de las avenidas Circunvalación y Los Jazmines a partir de la década de 1970. Los Quemados adquirió su nombre en el lenguaje popular porque allí se ubicaron en viviendas donadas por el gobierno docenas de familias damnificadas, sobrevivientes de un incendio devastador en las colinas del Cerro de Papatín a orillas del Río Yaque del Norte. Es un vecindario densamente poblado, mayormente de estructuras residenciales de uno o dos pisos.
Como suele suceder en muchas barriadas pobres de la ciudad, los servicios gubernamentales como el acceso a agua potable, el suministro de servicio eléctrico y la recogida de desperdicios se dan solamente de manera esporádica. El gobierno municipal ha realizado algunas actividades de acercamiento con la junta de vecinos Luz y Progreso de Los Quemados para promover el buen uso de esos recursos por medio de conservación. Algunas organizaciones comunitarias también propusieron allí y en vecindarios aledaños proyectos de "agricultura urbana" para mejorar el aspecto de la zona y proveer alimentos en tiempos de crisis.